# 清水三夫
清水 三夫（しみず みつお、1931年5月8日 - ）は、日本の経営者。ライフストア(現在のライフコーポレーション)社長を務めた。

## 経歴・人物
三重県出身。1954年に同志社大学法学部政治学科を卒業し、同年に清水商店(のちのライフコーポレーション)に入社した。1956年に専務、1978年に副社長を経て、1982年から1988年までに社長を務めた。1995年から2003年までと2010年から2013年までにライフフーズ社長を務めた。